# Yuri (cantante messicana)
Yuri, pseudonimo di Yuridia Valenzuela Canseco (Veracruz, 6 gennaio 1964), è una cantante, attrice e conduttrice televisiva messicana.
Dopo il debutto nel 1978 con l'album Ilumina tu Vida, raggiunse la fama con la partecipazione al Festival OTI nel 1980. Nel 1981, con l'album Llena de dulzura e il singolo Maldita primavera (versione in spagnolo di Maledetta primavera di Loretta Goggi), divenne la prima cantante latinoamericana a vincere un disco d'oro in Europa. Tra gli anni '80 e i primi anni '90 Yuri si affermò come una delle cantanti più popolari del Messico e di tutta l'America Latina. Parallelamente alla carriera musicale, Yuri ha recitato in film e telenovelas e partecipato a vari programmi televisivi, tra cui l'edizione messicana di The Voice.
La sua versatilità vocale le ha permesso di cimentarsi in vari generi musicali, dal pop alla dance, dalla ranchera alla musica tropicale. Con 29 album all'attivo, Yuri ha venduto oltre 30 milioni di copie nel mondo. Il suo successo e la sua influenza le sono valsi l'appellativo di "regina del pop latino".

## Discografia

### Album
- 1978 - Ilumina tu Vida
- 1980 - Esperanzas
- 1981 - Llena de Dulzura
- 1983 - Yuri (Yo Te Amo, Te Amo)
- 1984 - Karma Kamaleon
- 1985 - Yo te pido amor
- 1986 - Yuri (Un Corazón Herido)
- 1987 - Aire
- 1988 - Isla del Sol
- 1989 - Sui Generis
- 1991 - Soy Libre
- 1992 - Obsesiones
- 1993 - Nueva Era
- 1994 - Reencuentros
- 1995 - Espejos del Alma
- 1996 - Más fuerte que la vida
- 1998 - Huellas
- 2000 - Que tu fe nunca muera
- 2002 - Enamorada
- 2004 - Yuri (A lo mexicano)
- 2006 - Acompáñame
- 2007 - Vive la Historia
- 2008 - Mi Hijita Linda
- 2009 - El Concierto
- 2010 - Inusual
- 2011 - Mi Tributo al Festival
- 2013 - Mi Tributo al Festival II
- 2015 - Invencible
- 2017 - Primera fila: Yuri
- 2021 - Celebrando a una leyenda

### EP
- 1979 - Siempre Hay un Mañana
- 1984 - Tiempos Mejores

## Filmografia

### Film
- Milagro en el circo (1978)
- Secuestro en Acapulco (1983)
- Siempre en domingo (1983)
- Soy libre (1991)
- Altos instintos (1995)
- Yuri, mi verdadera historia (1997)

### Telenovelas
- Colorina (1982)
- Verónica (1983)
- Volver a empezar (1994)
- ¡Vivan los niños! (2002)
- La fea más bella (2006)
- Mi fortuna es amarte (2022)